# Kdeutils
kdeutils是一個包含各種工具應用程式的軟體包。

## 軟體列表
- Ark：壓縮工具
- KCalc：計算機，包含科學計算的功能
- KCharSelect：字元選擇工具
- kdessh：ssh 前端，用以操作遠端主機
- Kdf：KDiskFree，圖形介面的磁盤空間顯示器
- KFloppy：一個軟碟格式化工具
- KGpg：GnuPG 的圖形介面前端
- KTimer：在一段时间之后執行指定的程式
- KWallet：錢包管理工具
- okteta：二進位檔案編輯器
- printer-applet：一個系統托盤工具。顯示當前的列印作業，顯示印表機的警告和錯誤訊息，並在印表機已加入時顯示。
- SuperKaramba
- sweeper：當用戶離開系統時清除不要的資料

## 外部連結
- KDE Utilities 軟體網站 （页面存档备份，存于）
- kdeutils組件使用手冊 （页面存档备份，存于）
- KDE Utilities API 參考手冊（页面存档备份，存于）